# Piridoxina 5'-fosfato sintasa
La piridoxina 5'-fosfato sintasa (EC 2.6.99.2) es una enzima que cataliza la siguiente reacción química:
1-desoxi-D-xilulosa 5-fosfato + 3-amino 1-hidroxiacetona 1-fosfato {\displaystyle \rightleftharpoons } piridoxina 5'-fosfato + fosfato + 2 H
2O
Por lo tanto los dos sustratos de esta enzima son la 1-desoxi-D-xilulosa 5-fosfato y el 3-amino-2-oxopropil fosfato, mientras que sus tres productos son piridoxina 5'-fosfato, fosfato y agua.

## Clasificación
Esta enzima pertenece a la familia de las transferasas, más específicamente a aquellas transferasas que transfieren grupos nitrogenados no pertenecientes a ninguna de las otras familias de transferasas de nitrógeno.

## Nomenclatura
El nombre sistemático de la actividad asociada a esta clase de enzimas es 1-desoxi-D-xilulosa-5-fosfato:3-amino-2-oxopropil fosfato 3-amino-2-oxopropiltransferasa (hidrolizante de fosfato; cicladora). 
Otros nombres de uso común incluyen piridoxina 5-fosfato fosfo liasa, PNP sintasa, y PdxJ.

## Papel biológico
Esta enzima participa en el metabolismo bacteriano del piridoxal 5'-fosfato llamado biosíntesis I o DXP dependiente.